# ويلفريد بيترز
ويلفريد بيترز (بالفرنسية: Wilfried Peeters)‏ ولد بتاريخ 10 يوليو 1964، هو دراج بلجيكي سابق في صنف سباق الدراجات على الطريق. سبق أن شارك في دورة الألعاب الأولمبية الصيفية.

## روابط خارجية
- ويلفريد بيترز على موقع أرشيف الدراجات (الإنجليزية)
- ويلفريد بيترز على موقع إحصائيات الدراجات الإحترافية (الإنجليزية)
- ويلفريد بيترز على موقع CycleBase (الإنجليزية)
- ويلفريد بيترز على موقع أوليمبيديا (الإنجليزية)